# Aventinus (roi)
Pour les articles homonymes, voir Aventinus.
Aventinus est un roi légendaire d'Albe la Longue, qui donna son nom à la colline de l'Aventin à Rome.
Il ne doit pas être confondu avec Aventinus, un fils d'Hercule.

## Histoire
Aventinus, de son nom complet, Aventinus Silvius, est le douzième des rois légendaires d'Albe-la-Longue. Il a aussi été nommé Iule en souvenir d'Ilion, fondateur d'Albe la Longue, ou Ascagne.
Il succède à Romulus Silvius, mort foudroyé.
Selon Denys d'Halicarnasse, son règne a duré trente-sept ans.
Son successeur est Procas, le père d'Amulius et de Numitor.
Il a été enterré sur la colline de l'Aventin.